# Costur
Costur es un municipio de la Comunidad Valenciana, España. Perteneciente a la provincia de Castellón, en la comarca del Alcalatén.

## Geografía
"Con una situación incómoda entre peñas iguales y descarnadas, y sus casas están sin orden como plantadas por casualidad". Así describe Cavanilles este pueblo que tiene en su ubicación su principal atractivo.
La vegetación predominante en un término de relieve quebrado y abrupto como el de Costur es básicamente el bosque bajo mediterráneo con coscoja, aliagas, romero, palmito, savina, enebro, etc. Por lo que respecta a los árboles predomina el pino, aunque últimamente se observa un lento incremento del número de carrascas, especie típica de nuestras tierras que parecía a punto de desaparecer.
Desde Castellón de la Plana se accede a esta localidad a través de la CV-16 y tomando luego la CV-190 y finalmente la CV-165.

### Barrios y pedanías
En el término municipal de Costur se encuentra la pedanía de Mas d'Avall y la urbanización La Lloma Blanca.

### Localidades limítrofes
Está rodeado por los términos municipales de Lucena del Cid, Useras, Villafamés, San Juan de Moró, Alcora y Figueroles todas ellas de la provincia de Castellón.

## Historia
Los primeros vestigios conocidos que se han encontrado son una lápida sepulcral de época romana y unas monedas árabes pertenecientes a la época de Omadedaulat, rey sarraceno de Zaragoza entre 1109 y 1129. Cavanilles documenta estos hallazgos; pero también habla que la lápida romana se utilizaba en un horno para amasar pan. Después de la conquista permaneció unida a Alcora formando parte de la Tinença del Alcalatén que fue cedida por Jaime I al noble aragonés Ximén de Urrea en 1233. Como las demás localidades del Alcalatén pasó a formar parte de la casa condal de Aranda y cuando ésta se extinguió en 1798 se integró en el patrimonio del duque de Híjar hasta 1818. Si el siglo XVIII vio la independencia parroquial, en 1889, alcanzó la autonomía municipal al segregarse de Alcora.

## Demografía
Costur cuenta con una población de 535 habitantes (INE 2024).
| Gráfica de evolución demográfica de Costur entre 1857 y 2021 |
| |
| Población de derecho según los censos de población del INE Población de hecho según los censos de población del INEEn 1857 aparece este municipio porque se segrega del municipio Alcora |

En el siglo pasado sufrió una rápida despoblación debida a la emigración hacia los focos industriales de Castellón de la Plana y Valencia. En el censo de 1900 contaba con 996 habitantes.

## Economía
Basada tradicionalmente en la ganadería y la agricultura predominan el olivar y los almendros que se han impuesto a la viña, a las higueras y a los algarrobos, que en un tiempo no muy lejano fueron la base de la economía local. 
Son prácticamente nulas las actividades económicas industriales, porque tanto el comercio como la industria han alcanzado un índice muy bajo de desarrollo y solo funcionan a un nivel mínimo para cubrir las necesidades del pueblo, y la práctica totalidad de los habitantes de Costur se gana la vida trabajando en las fábricas de azulejos de Alcora.

## Administración y política
| Periodo   | Nombre                  | Partido   |
| --------- | ----------------------- | --------- |
| 1979-1983 | Gonzalo Centelles Nebot | PSPV-PSOE |
| 1983-1987 | Gonzalo Centelles Nebot | PSPV-PSOE |
| 1987-1991 | Gonzalo Centelles Nebot | PSPV-PSOE |
| 1991-1995 | Gonzalo Centelles Nebot | PSPV-PSOE |
| 1995-1999 | Gonzalo Centelles Nebot | PSPV-PSOE |
| 1999-2003 | Gonzalo Centelles Nebot | PSPV-PSOE |
| 2003-2007 | Gonzalo Centelles Nebot | PSPV-PSOE |
| 2007-2011 | Gonzalo Centelles Nebot | PSPV-PSOE |
| 2011-2015 | Gonzalo Centelles Nebot | PSPV-PSOE |
| 2015-2019 | José Maximino Portalés  | Compromís |
| 2019-2023 | Victor Garcia Latorre   | PP        |
| 2023-act. | Gerardo Nebot Nebot     | PSPV-PSOE |

## Patrimonio

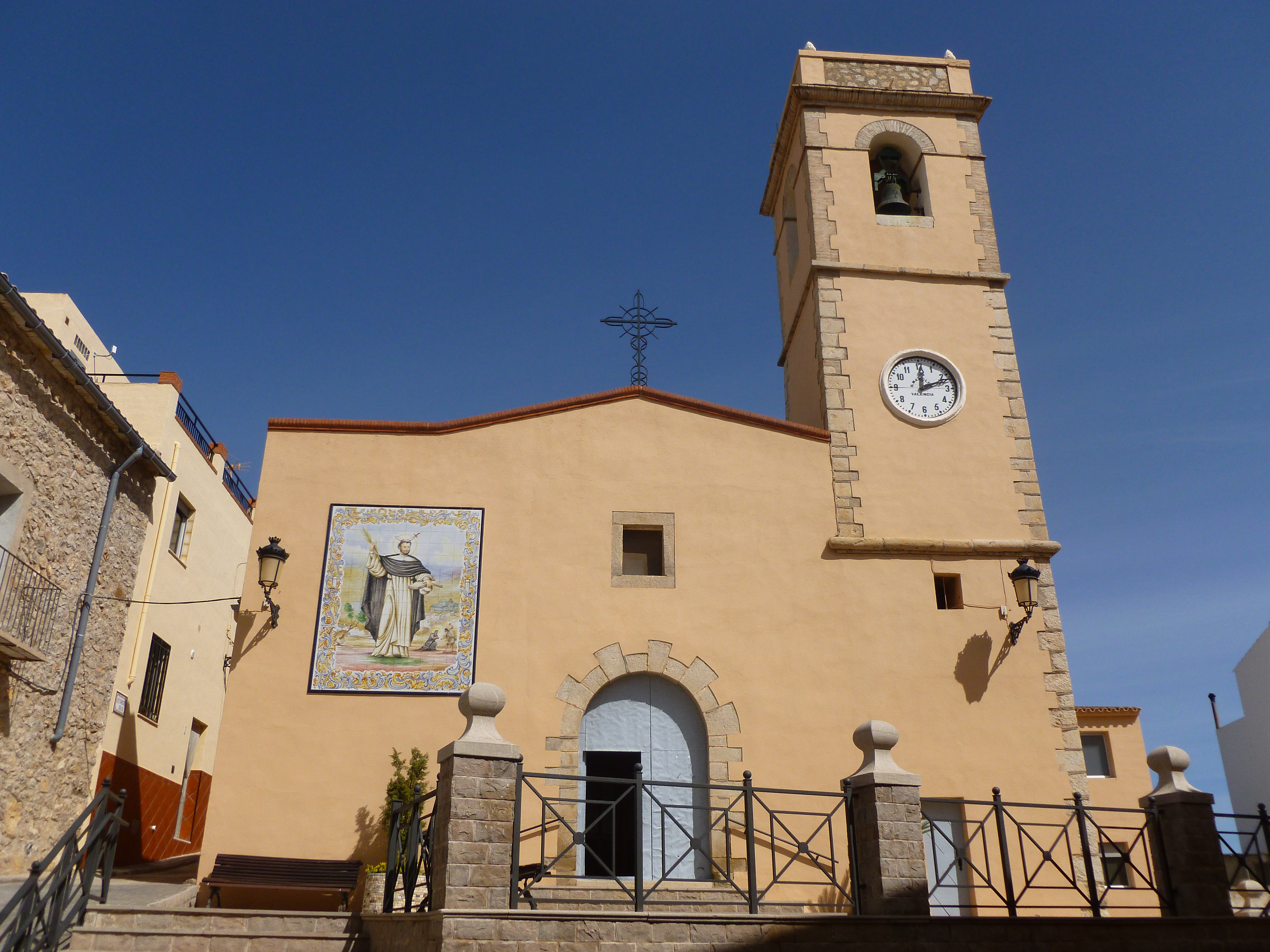
Iglesia Parroquial de San Pedro Mártir

- Camí dels Bandejats, donde existen vestigios de una calzada romana.
- Iglesia Parroquial de San Pedro Mártir. De dimensiones reducidas, está formada por tres naves, la central más alta y con escasa ornamentación. Dentro del conjunto tiene especial valor la pila bautismal románica procedente de la ermita de San Salvador del castillo del Alcalatén y de la campana "Sacramento" con decoración modernista y sonido excepcional.

## Lugares de interés
- El Cabezo. El punto más elevado del término municipal, desde donde se divisa casi todo el término y también una buena extensión de terreno en dirección al Peñagolosa.
- Cueva de l'Artiga. De gran valor geomorfológico por las estalactitas y estalagmitas que contiene, las cuales presentan un buen estado de conservación.
- La Fontanella.

## Fiestas locales
- San Antonio Abad. Se celebra el fin de semana más próximo al día de San Antonio (17 de enero). El sábado alrededor de las nueve de la noche se quema la hoguera, después de la bendición de los animales, mientras los vecinos recorren en procesión las calles de Costur con todo tipo de animales. Cuando se acaba la procesión se reparte el rollo de San Antonio y vino en abundancia. El domingo se reparten rollos a los enfermos, a las viudas y a los mayores que no lo han podido recoger el día anterior. A las doce del mediodía se celebra la misa mayor y la procesión en honor del Santo.

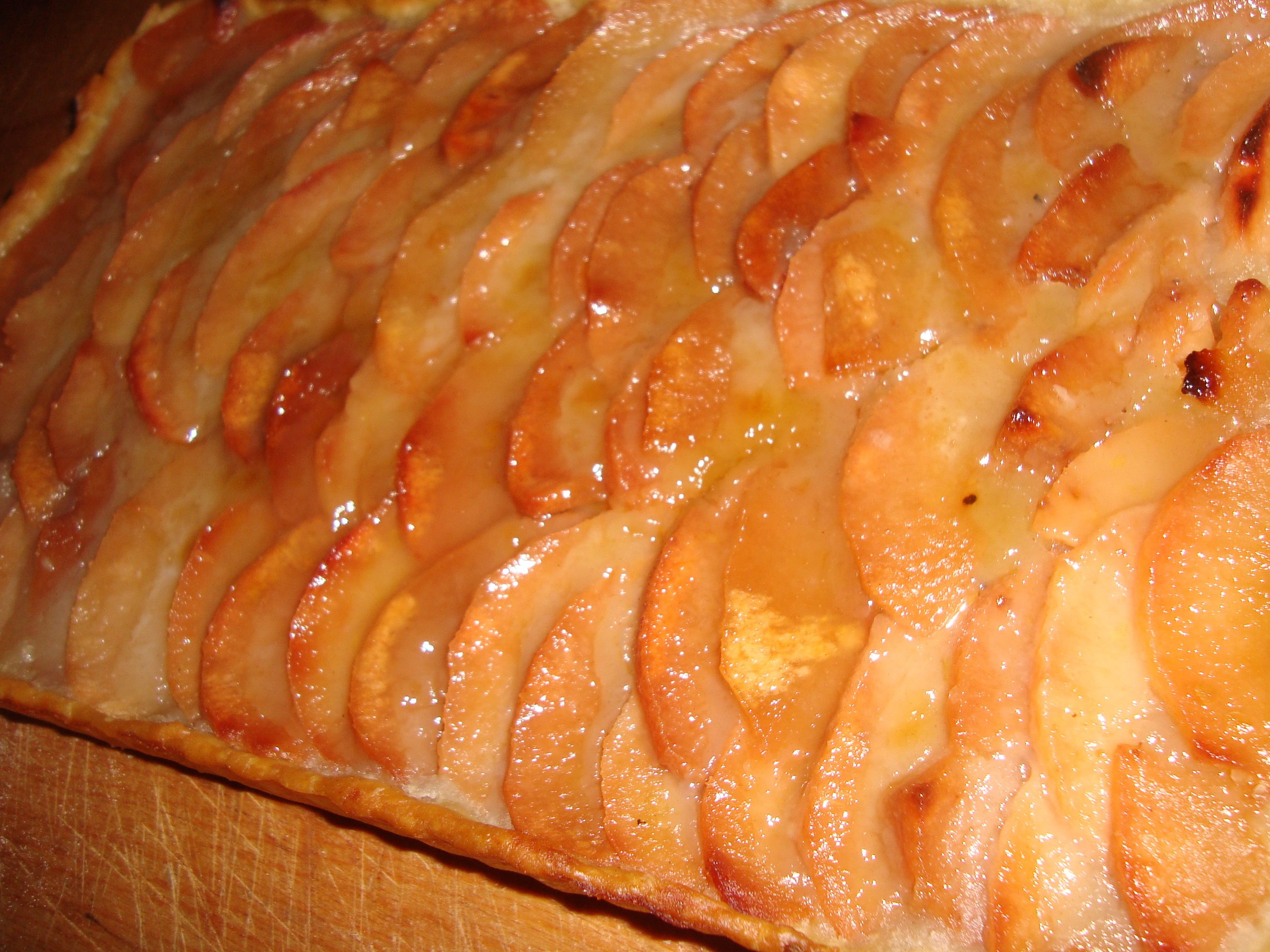
Coca de codony.

- Coca de codony.Fiestas patronales. En honor de la Asunción de la Virgen y el Santísimo Cristo del Calvario. Se celebran en el mes de agosto. Son las fiestas más importantes de la localidad, con una emotiva y solemne procesión vespertina que congrega a todos los vecinos. Se complementa estas fiestas con toros, bailes, comidas populares y otros actos.

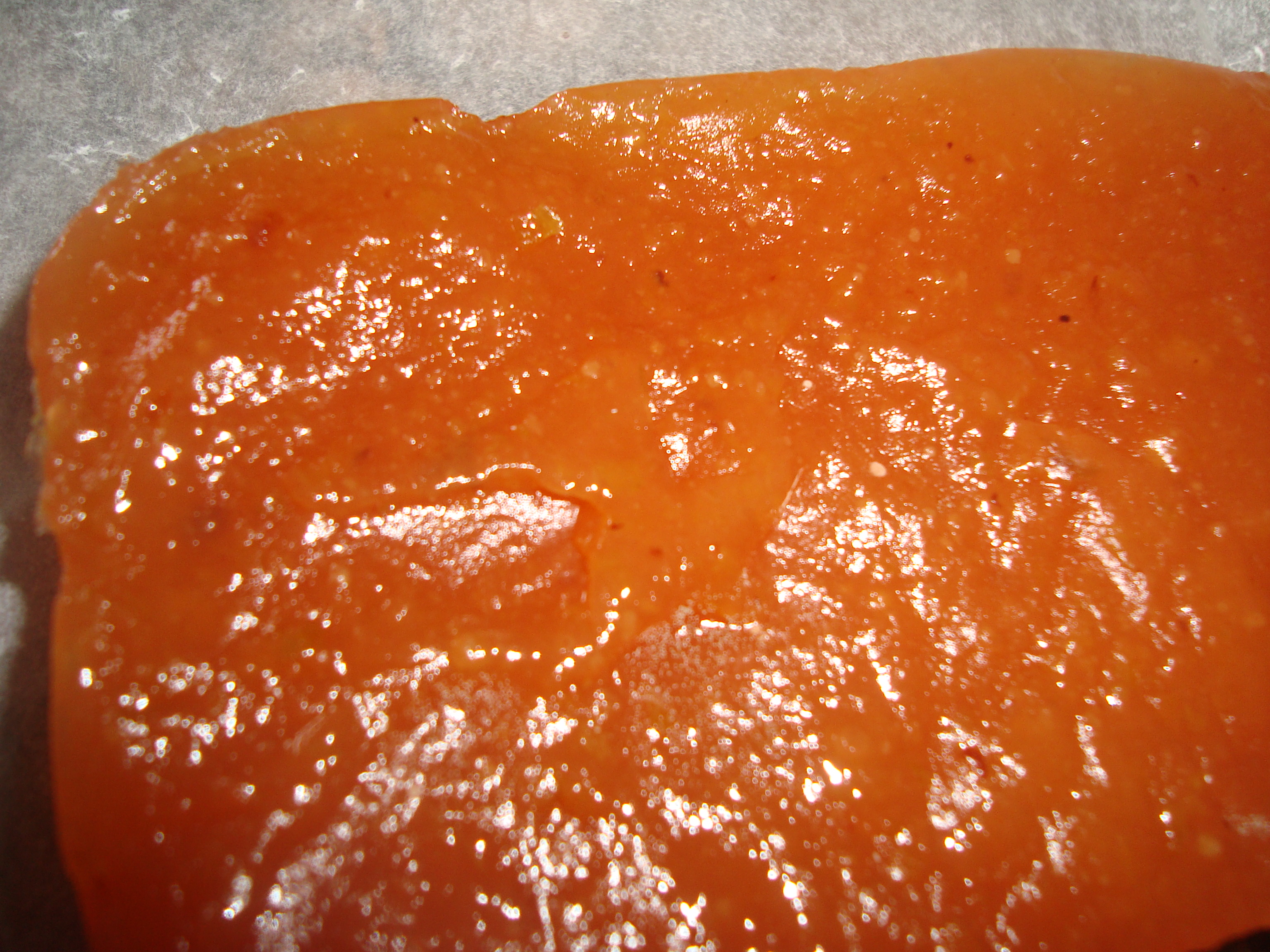
Codonyat

## Gastronomía

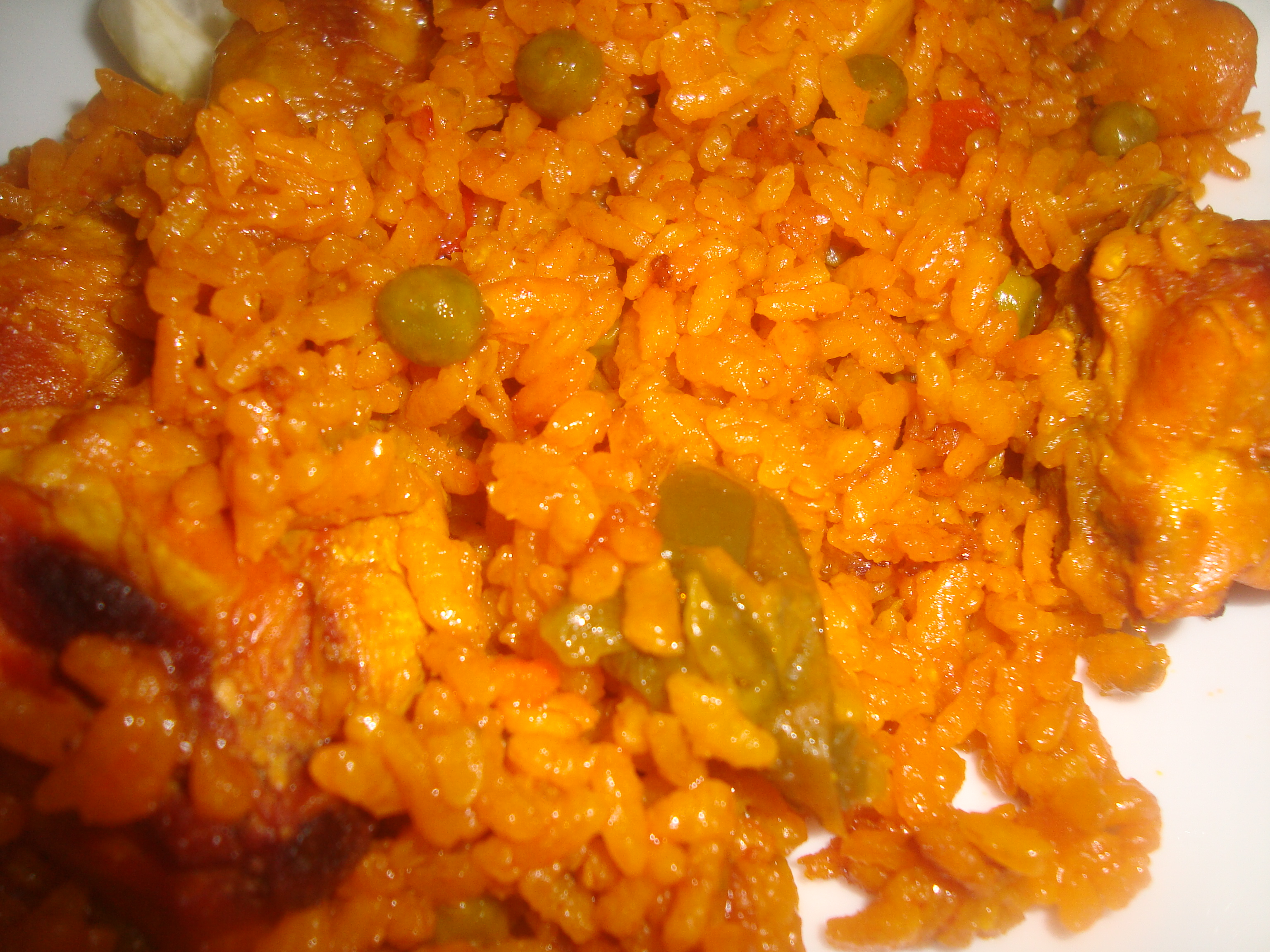
Plato de arroz en paella.

Entre sus platos típicos cabe destacar el "arroz con peras rojas" (arròs amb peres roges ) y la olleta. Su postre más tradicional es l'almuderra a base de calabaza, así como el codonyat (carne de membrillo).